# Nerf abducens

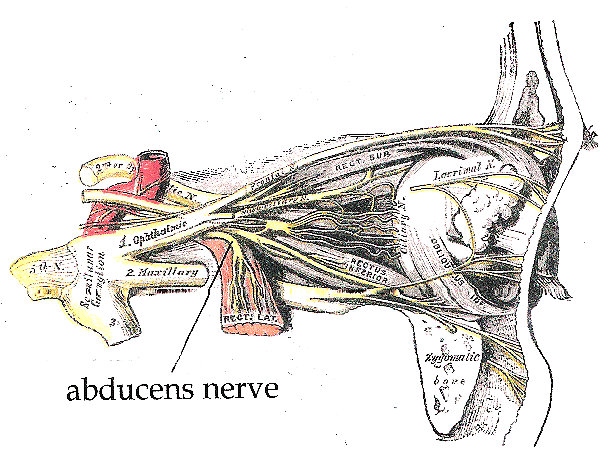
Nerf abducens et globe oculaire.

Face inférieure du cerveau.

Le nerf abducens (VI) ou ancien nerf moteur oculaire externe est le sixième nerf crânien. Son rôle est essentiellement moteur, formé de fibres somato-efférentes innervant le muscle droit latéral.

## Anatomie du nerf abducens
Le nerf abducens nait du tronc cérébral dans le sillon bulboprotubérantiel (ou pontomédullaire, pontobulbaire), par-dessus le sillon antéro-latéral du bulbe et médialement au nerf facial. Il traverse la fosse crânienne postérieure en se dirigeant vers l'avant, à travers la citerne pontocérébelleuse. Il traverse ensuite la dure-mère près du clivus, et chemine dans toute son épaisseur (le plus long trajet intradural parmi tous les nerfs crâniens). Finalement, il parcourt le sinus caverneux en compagnie de l'artère carotide interne, dont il longe la face latérale et sort de l'endocrâne pour intégrer le compartiment orbitaire en passant à travers la fissure orbitaire supérieure (fente sphénoïdale) en traversant l'anneau tendineux commun. Finalement, une fois dans l'orbite, il longe la face médiale (bulbaire) du muscle droit latéral.
Le nerf abducens contrôle essentiellement le muscle droit latéral de chaque œil. Il permet le mouvement du regard vers l'extérieur (abduction) d'où son nom. Un regard vers la droite est donc dû au nerf abducens droit et à une inhibition du nerf abducens gauche. À l'inverse un regard vers la gauche est provoqué par le nerf abducens gauche et par une inhibition du nerf abducens droit. Le nerf abducens est donc le seul nerf crânien à croiser deux fois la ligne médiane du cerveau.

### Noyau
Le noyau du nerf abducens se trouve dans la partie dorsomédiale du pont (tegmentum pontique), au plancher du quatrième ventricule. Il se situe latéralement au faisceau longitudinal médial et médialement aux noyaux vestibulaires. Ce noyau est contourné par les fibres du noyau moteur du nerf facial, qui fait un tour vers l'arrière et l'extérieur (le genou du nerf facial).
Le noyau abducens est un noyau purement moteur formé de deux populations neuronales :
1. une large population de motoneurones innerve directement le muscle droit latéral, et se projette vers l'avant en traversant le tegmentum pontique et la partie basilaire, quittant de ce fait le tronc à travers le nerf abducens, et
2. une plus petite population se projette vers le noyau oculomoteur controlatéral, situé dans le mésencéphale, où il se termine sur un sous-groupe qui innerve le muscle droit médial. Cette deuxième population permet de coordonner les mouvements des deux yeux.

Ainsi, lorsque l'on fixe le regard vers la droite, les deux globes oculaires doivent tourner vers la droite. Le muscle droit latéral du globe droit est contracté, tandis que le muscle droit médial du globe droit est relaxé pour permettre la rotation vers la droite. Pour l'oeil gauche, c'est l'inverse : le muscle droit latéral est relaxé, et le muscle droit médial est contracté. Cette coordination nécessite des connexions entre les noyaux oculomoteurs et abducens.

## Examen du nerf abducens

### Éléments cliniques
Les nerfs abducens (un par hémicorps)  innervant les muscles droits latéraux des yeux, ils permettent le mouvement d'abduction de l'œil ipsilatéral au noyau du nerf. Ainsi une lésion périphérique entraînera une perte de la fonction motrice pour le muscle droit latéral de l'œil et donc une parésie de l'abduction se caractérisant par une éso-tropie (œil du côté atteint qui dévie médialement).

## Pathologie du nerf abducens
Si lésion du nerf :  Diplopie binoculaire horizontale (homolatérale à la lésion), strabisme convergent, déficit d'abduction de l'œil du côté atteint et attitude compensatrice par rotation de la tête du côté atteint.
Le nerf abducens est reconnu comme étant le plus fragile des nerfs crâniens. Une paralysie de ce nerf n'est pas obligatoirement signe d'une tumeur située dans le sillon médullopontique mais peut être due uniquement à un traumatisme crânien. C'est un témoin de la gravité des chocs à la tête.
Si la lésion atteint un noyau abducens, la personne ne peut fixer le regard dans l'hémichamp ipsilatéral à la lésion.

## Galerie

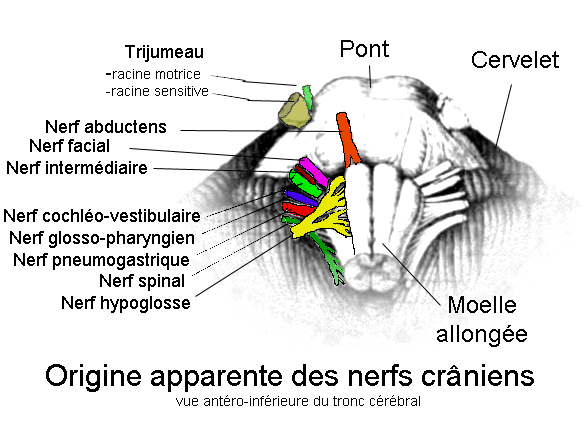
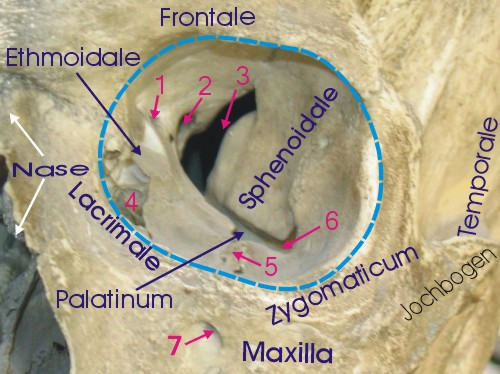
Orbite gauche. La fissure orbitaire supérieure est en 3